# Sony Ericsson C510

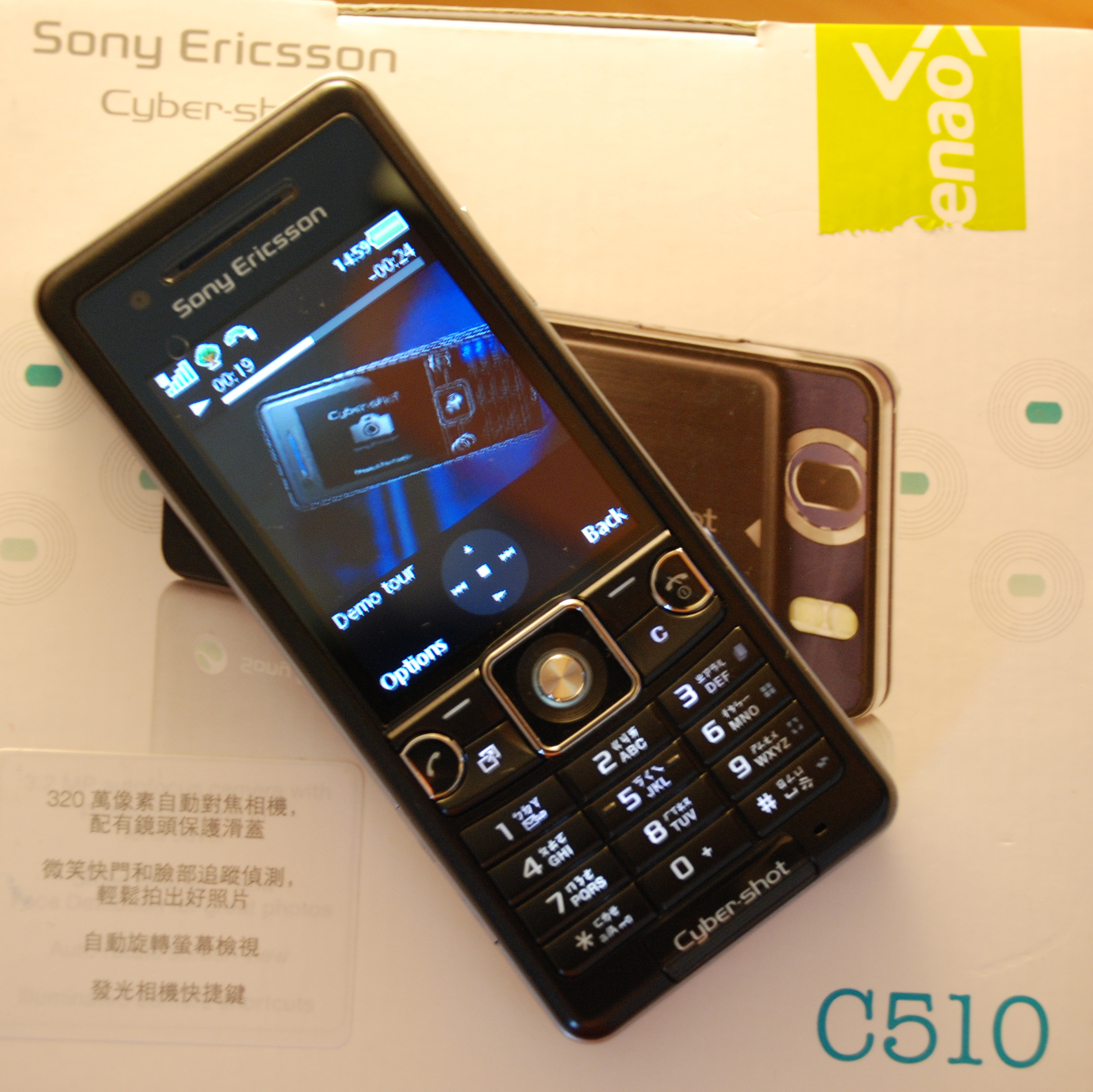
Sony Ericsson C510

Sony Ericsson C510 é um telefone celular lançado no mercado no primeiro semestre de 2009. Fabricado pela empresa Sony Ericsson, carrega a bandeira Cyber-shot, linha de aparelhos da empresa voltados a fotografia. Entre os novos recursos da câmera está o Smile shutter, recurso que se acionado reconhece o sorriso e dispara a foto.

## Especificações

### Rede
O Sony Ericsson C510 opera nas redes GSM 900/1800/1900 - tribanda e GSM 850/900/1800/1900 - quadribanda (Sony Ericsson C510a). Por isso o cuidado na hora da compra, pois o celular tribanda não pode receber sinal de todas operadoras de telefonia celular. O celular também é 3G, sendo HSDPA 2100 e HSDPA 850/1900/2100 (C510a).

### Tamanho
É um aparelho compacto e leve. Muito confortável ao uso diário.
- Dimensões: 107 x 47 x 12,5 mm[1]
- Peso: 92g[1]

### Tela
A tela do C510 é de matriz TFT com 256.000 cores. Possui 2,2 polegadas de tamanho e resolução de 240 x 320 pixels. O menu é dividido em 12 ícones, podendo ser alterado o layout através das configurações do aparelho. O controle de brilho da tela também está disponível.

### Memória
A memória interna do C510 é de 100 MB, podendo ser expandida através de cartão M2 de até 8 GB.

### Conexões
Estão presentes no celular: GPRS, EDGE, 3G, Bluetooth e USB.

### Câmera

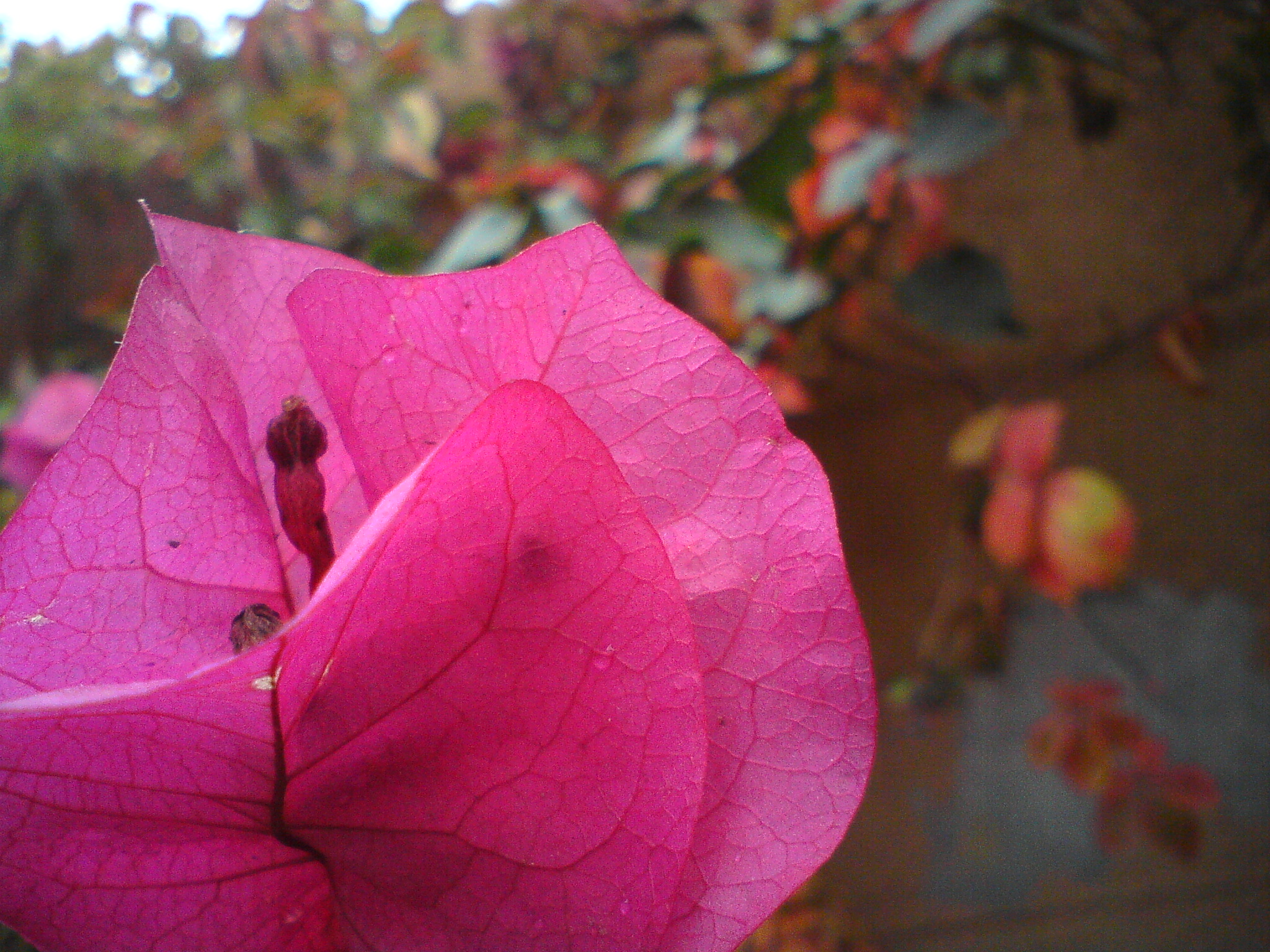
Foto tirada com a C510

Aqui está o destaque do aparelho. A câmera possui 3,15 MP com autofoco, duplo led flash e tampa de proteção para a câmera. A gravação de vídeo está limitada a resolução QVGA a 30 fps. A qualidade da câmera é boa para fotos ao ar livre, mediana para fotos interna e ruim para fotos noturnas. Nos recursos da câmera temos:
- Tipo de foto: Normal, Smile Shutter, Panorâmica, Moldura e Sequenciais
- Seleção de cenas: Automático, Crepúsculo, Paisagem, Retrato, Praia/Neve, Esportes e Documento
- Tamanho da foto: 3 MP, 2 MP, 1 MP e VGA
- Foco: Automático, Detecção faces, Macro e Infinito
- Flash: Automático e Desativado
- Temporizador auto: Desligado e Ativar
- Modo de medição: Normal e Ponto
- Equilíbrio de branco: Automático, Ao ar livre, Nublado, Fluorescente e Incandescente
- Efeitos: Desligado, Preto & branco, Negativo, Sépia e Iluminado
- Configurações: Qualidade da foto, Iluminação AF, Rever, Incluir posição, Gravar em, Girar automático, Som da câmera e Redefinir configuração.

### Bateria
A bateria possui 930 mAh e em uso moderado dura em torno de 3-4 dias.

### Outras características
O Sony Ericsson C510 envia e recebe SMS e MMS, possui rádio, jogos e MP3 player. Além disso possui o recurso TrackID, para reconhecimento de música.

## Pontos negativos
O grande descontentamento foi com as fotos noturnas do aparelho, que mesmo com flash de led duplo, não dá conta do recado. Chega a ser risível a qualidade das fotos noturnas, obrigando ao usuário a procurar tutoriais para efetuar a troca de camdrivers melhores.